# Nicola Gigli

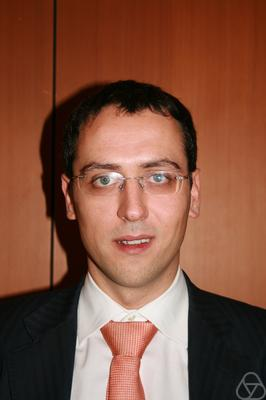
Nicola Gigli

Nicola Gigli (* 6. September 1979) ist ein italienischer Mathematiker, der sich mit Analysis beschäftigt.
Gigli erwarb 2001 sein Mathematik-Diplom an der Universität Pisa und wurde 2008 an der Scuola Normale Superiore in Pisa bei Luigi Ambrosio promoviert (On the geometry of the space of probability measures endowed with the quadratic optimal transport distance). Als Post-Doc war er an der Universität Bordeaux und am Institut für Angewandte Mathematik der Universität Bonn bei Felix Otto. Seit 2010 forscht er an der Universität Nizza mit einem französischen Chaire d'Excellence Stipendium. 2005 bis 2008 war er bei McKinsey.
Er befasste sich mit Existenz- und Eindeutigkeitsfragen zu Gradientenflüssen in metrischen Räumen, Struktur von Wasserstein-Räumen (wo eine nach Leonid Wasserstein (Leonid Vaseršteĭn) benannte Metrik zwischen Wahrscheinlichkeitsverteilungen in metrischen Räumen definiert ist, die ihr Eigenschaften ähnlich Riemannschen Mannigfaltigkeiten aus der Differentialgeometrie verleiht) und der Untersuchung des Wärmeflusses in allgemeinen metrischen Räumen, anknüpfend an Arbeiten von John Lott, Karl-Theodor Sturm und Cédric Villani über metrische Räume mit von unten beschränkter Ricci-Krümmung.
2010 erhielt er mit László Székelyhidi den Oberwolfach-Preis.

## Schriften
- mit Luigi Ambrosio, Giuseppe Savaré: Gradient flows in metric spaces and in spaces of probability measures, Birkhäuser 2005, 2. Auflage 2008
- Measure Theory in Non-Smooth Spaces, De Gruyter 2017